# Schnorcheln

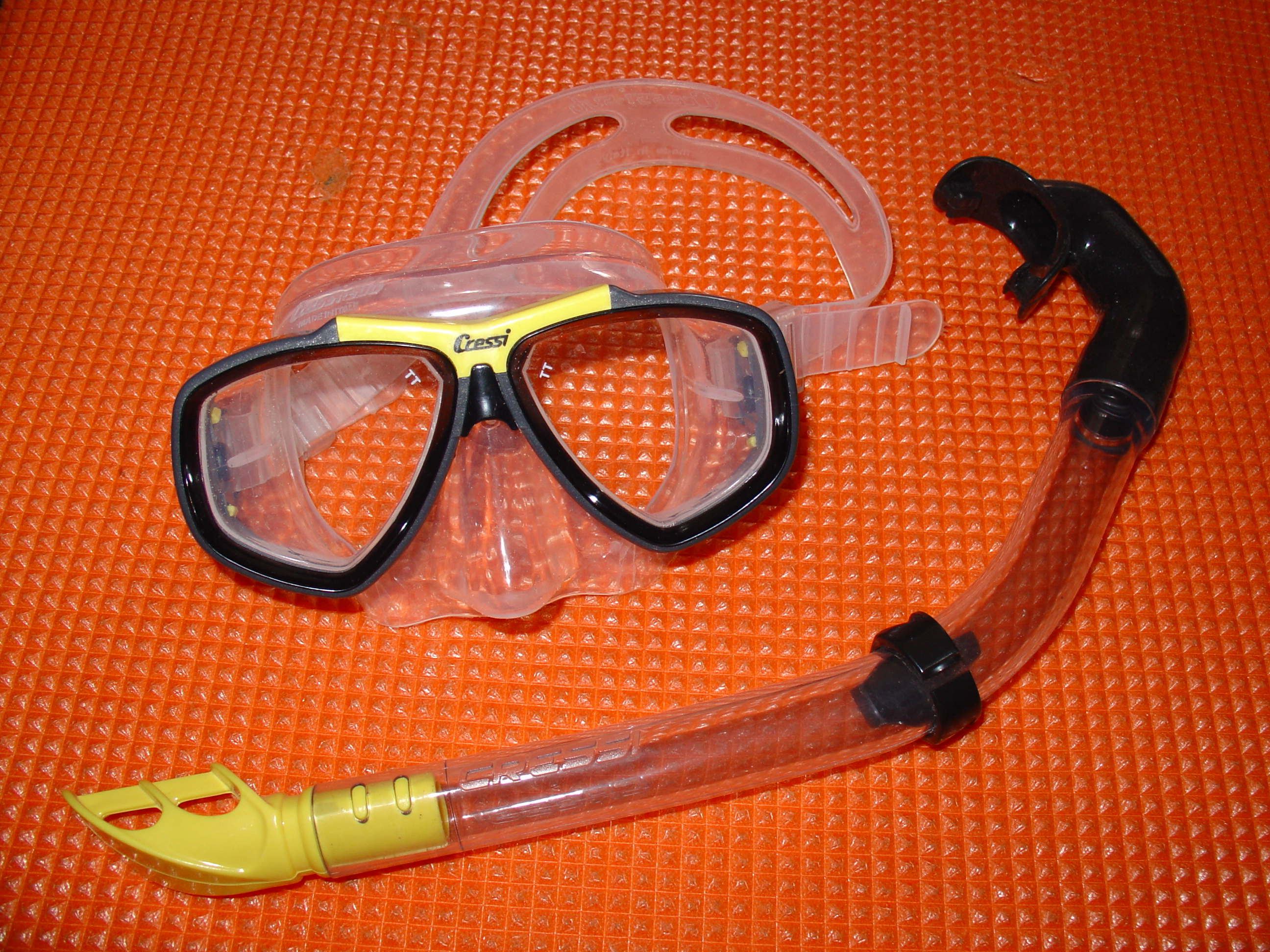
Minimalausrüstung: Tauchmaske und Schnorchel

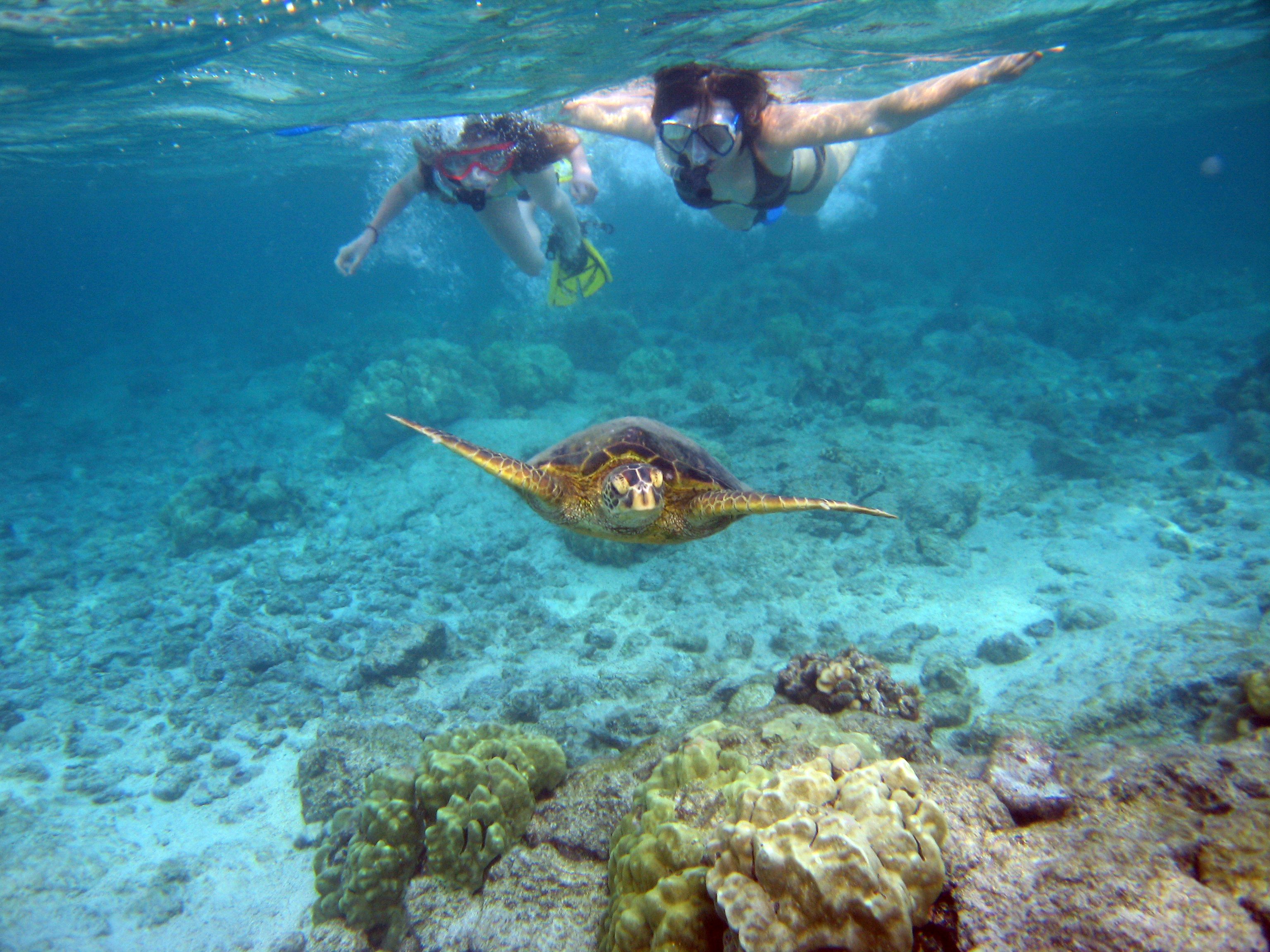
Schnorcheln im Meer an der Wasseroberfläche

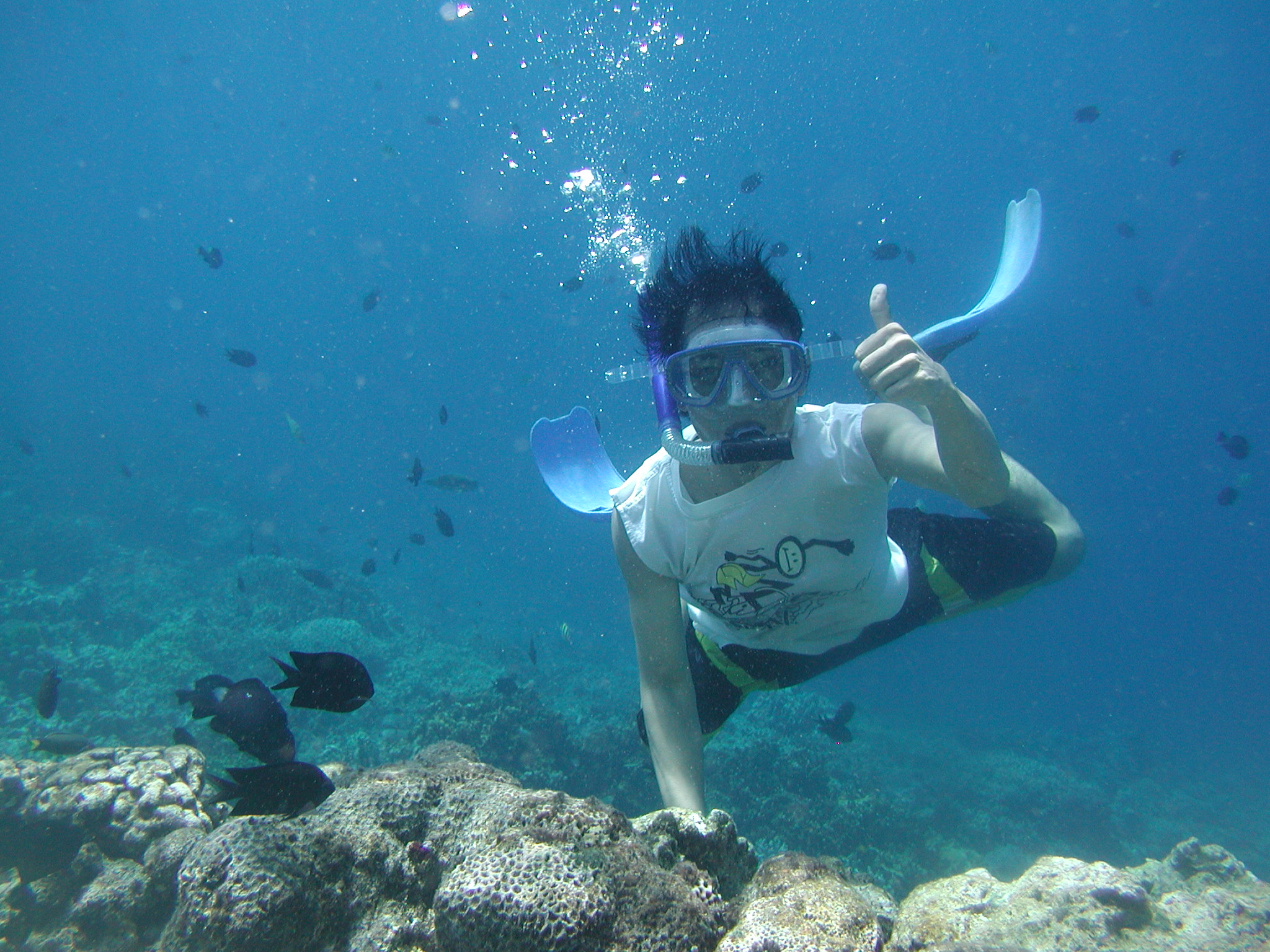
Schnorchler abgetaucht

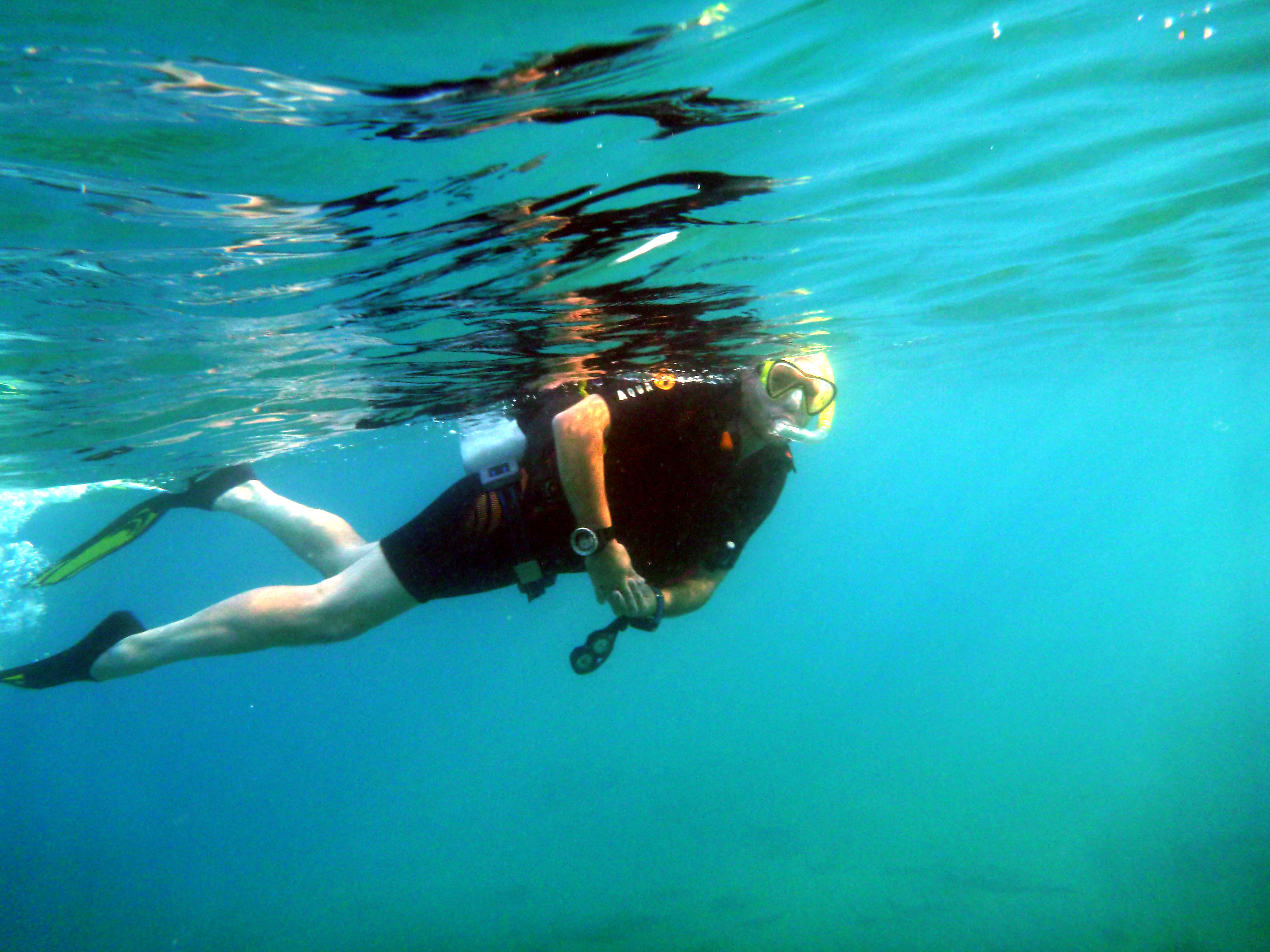
Gerätetaucher mit dem Schnorchel auf dem Weg zum Riff

Schnorcheln bezeichnet das Schwimmen und Tauchen ohne Atemgerät unter Verwendung eines Schnorchels. Häufig wird zur Beobachtung der Unterwasserwelt oder bei der Wasserrettung geschnorchelt. Das Schnorcheln kann auch als Sonderform des Apnoetauchens angesehen werden.

## Ausrüstung
Das Schnorcheln wird in der Regel mit einer ABC-Ausrüstung durchgeführt, die aus Tauchmaske mit Schnorchel und Tauchflossen besteht, wobei die Flossen optional sind. Die Maske sollte gut und bequem sitzen, die maximale Länge des Schnorchels von 35 cm darf nicht überschritten werden. Ist der Schnorchel zu lang, besteht die Gefahr der Pendelatmung, damit wird die ausgeatmete Luft wieder eingeatmet und keine Frischluft zugeführt. Ferner kann eine Druckdifferenz zwischen der Lunge und dem umgebenden Gewebe entstehen, was zu einem Kreislaufkollaps führen kann. In kälteren Gewässern können Tauchanzug und Taucherhandschuhe Teil der Ausrüstung sein. Da ein Tauchanzug aus Neopren Auftrieb bietet, ist die Mitnahme von geringen Mengen Blei möglicherweise hilfreich. Im Fachhandel werden weiterhin Schnorchelwesten angeboten, die mit dem Mund aufgeblasen werden und so im Notfall für Auftrieb sorgen. In warmen Urlaubsregionen ist Schnorcheln aufgrund der bunten Vielfalt unter Wasser besonders attraktiv. Aufgrund der starken Sonnenstrahlung empfehlen Dermatologen zum Schutz vor Sonnenbrand und Hautkrebs UV-Schutz zum Anziehen. Statt eines dicken Neoprenanzugs werden in den heißen Destinationen ultraleichte und atmungsaktive UV-Shirts, UV-Shorts mit einem UV-Schutz von bis zu 300 getragen.

## Technik
Grundvoraussetzung des Schnorchelns ist, dass man sicher schwimmen kann. Beim Schnorcheln wird an der Wasseroberfläche mit Blick ins Wasser geschwommen, durch den Schnorchel wird geatmet. So kann der Schwimmer seinen Blick durchgehend auf die Unterwasserwelt richten, ohne zum Luftholen das Gesicht aus dem Wasser heben zu müssen. Abtauchen gehört ebenfalls zum Schnorcheln. Dies sollte allerdings nicht mit dem Apnoetauchen verwechselt werden. Auch beim Schnorcheln ist auf den Druckausgleich im Innenohr und den Nebenhöhlen zu achten, um ein Barotrauma zu vermeiden. Da beim Abtauchen Wasser in den Schnorchel läuft, ist es wichtig, dieses vor dem Einatmen durch kräftiges Ausatmen wieder herauszubefördern. Einige Schnorchel sind mit einem Ausblasventil ausgerüstet, welches das Ausblasen erleichtert. Auch gibt es Trockenschnorchel, in die beim Abtauchen nur wenig bis gar kein Wasser läuft.

## Anwendung
Das Schnorcheln bietet die Möglichkeit, einfach und sicher an der Unterwasserwelt teilzuhaben und ist eine beliebte Freizeitaktivität; auch in Kombination mit Unterwasserfotografie, Filmen oder Lehrpfaden. Außerdem kann beim Gerätetauchen der Weg zum Tauchplatz oder zurück zum Boot an der Wasseroberfläche schwimmend mit Hilfe eines Schnorchels zurückgelegt werden, um Atemluft zu sparen. Der Schnorchel als Teil der Tauchausrüstung kann hierbei der zusätzlichen Luftversorgung dienen. Schnorcheln wird weiterhin bei Unterwassersportarten wie Unterwasserhockey oder Unterwasser-Rugby zur Fortbewegung eingesetzt, auch zum Konditionstraining ist es geeignet.
Verschiedene Wasserrettungsorganisationen aus Deutschland, Österreich und der Schweiz sowie Tauchschulen bieten ein Schnorcheltauchabzeichen oder Vergleichbares an.

## Sportarten
Rund um das Schnorcheln haben sich verschiedene Sportarten entwickelt. Bei Unterwasser-Rugby, wie auch bei Unterwasserhockey, wird das Schnorcheln zur Fortbewegung an der Wasseroberfläche genutzt, während das eigentliche Spiel in der Tauchphase stattfindet. In diesen Sportarten wird das Schnorcheln neben dem Flossenschwimmen und dem Apnoetauchen als Konditionstraining eingesetzt.